# Mimosa bonplandii
Mimosa bonplandii är en ärtväxtart som beskrevs av George Bentham. Mimosa bonplandii ingår i släktet mimosor, och familjen ärtväxter.

## Underarter
Arten delas in i följande underarter:
- M. b. bonplandii
- M. b. minor